# Lizette Cabrera
Lizette Faith Cabrera (født 19. december 1997 i Townsville, Queensland, Australien) er en professionel tennisspiller fra Australien.